# يسري فرد لة
يسري فرد لة (بالملايوية: Yusri Che Lah)‏ هو لاعب كرة قدم ماليزي في مركز الوسط، ولد في 29 أبريل 1974 في كانجار في ماليزيا. شارك مع منتخب ماليزيا لكرة القدم. أما مع النوادي، فقد لعب مع نادي سلاغور.

## وصلات خارجية
- يسري فرد لة على موقع قاعدة بيانات كرة القدم.إي يو (الإنجليزية)
- يسري فرد لة على موقع ناشيونال فوتبول تيمز (الإنجليزية)